# The Art of War (Sabaton-album)
För boken med den engelska titeln The Art of War av Sun Tzu, se Krigskonsten.
The Art of War är ett musikalbum av det svenska metalbandet Sabaton som släpptes den 30 maj 2008 av Black Lodge.
Sångtexterna handlar främst om Sun Tzus bok Krigskonsten samt första- och andra världskriget. Omslagsdesignen är gjord av Jobert Mello. Singeln "Cliffs of Gallipoli" släpptes den 9 maj 2008 på Sabatons Myspace, och senare även i handeln tillsammans med "Ghost Division".
Albumet har också getts ut på vinyl och även i en begränsad CD-utgåva där Sun Tzus bok medföljer. 
The Art of War var en stor internationell framgång för bandet.

## Låtlista
| Nr  | Titel                          | Tema | Längd |  |
| --- | ------------------------------ | --- | ----- |  |
| 1.  | Sun Tzu Says                   | Ett kort intro till albumet och Sun Tzus bok Krigskonsten |       |  |
| 2.  | Ghost Division                 | Om Rommels sjunde pansardivision på västfronten under andra världskriget. Den kallades Gespensterdivision (Spökdivisionen) eftersom de förflyttade sig så snabbt att det var mycket svårt för fienden (även för den egna Krigsmakten) att veta var de befann sig. |       |  |
| 3.  | The Art of War                 | Om Sun Tzus bok Krigskonsten |       |  |
| 4.  | 40:1                           | Om slaget om Wizna i Polen i början av andra världskriget |       |  |
| 5.  | Unbreakable                    | Om partisanerna under andra världskriget |       |  |
| 6.  | The Nature of Warfare          | |       |  |
| 7.  | Cliffs of Gallipoli            | Om slaget vid Gallipoli under första världskriget |       |  |
| 8.  | Talvisota                      | Om finska vinterkriget, på finska heter vinterkriget Talvisota |       |  |
| 9.  | Panzerkampf                    | Om slaget vid Kursk, vilket till stor del var ett pansarslag där även sjunde pansardivisionen var med, men utan Rommel |       |  |
| 10. | Union (Slopes of St. Benedict) | Om Slaget om Monte Cassino under andra världskriget i Italien |       |  |
| 11. | The Price of a Mile            | Om slaget vid Passendale under första världskriget och den ändlösa slakten av soldaternas liv |       |  |
| 12. | Firestorm                      | Om Luftkriget under andra världskriget |       |  |
| 13. | A Secret                       | |       |  |
| 14. | Swedish Pagans                 | |       |  |

## Banduppsättning
- Joakim Brodén – sång
- Rikard Sundén – gitarr
- Oskar Montelius – gitarr
- Pär Sundström – bas
- Daniel Mÿhr – keyboard
- Daniel Mullback – trummor